# Leona (Texas)
Leona is een plaats (city) in de Amerikaanse staat Texas, en valt bestuurlijk gezien onder Leon County.

## Demografie
Bij de volkstelling in 2000 werd het aantal inwoners vastgesteld op 181.
In 2006 is het aantal inwoners door het United States Census Bureau geschat op 197, een stijging van 16 (8,8%).

## Geografie
Volgens het United States Census Bureau beslaat de plaats een oppervlakte van
5,6 km², geheel bestaande uit land. Leona ligt op ongeveer 112 m boven zeeniveau.

## Plaatsen in de nabije omgeving
De onderstaande figuur toont nabijgelegen plaatsen in een straal van 28 km rond Leona.